# Надер Шах
Надер Шах Афшар або Надір Шах Афшар (перс. نادر شاه افشار, Nāder Shāh Afshār) також відомий як Надер Колі Бек (نادر قلی بیگ, Nāder Qoli Beg) і Тахмасп Колі Хан (تهماسپ قلی خان, Tahmāsp Qoli Khān, листопад 1688 або 6 серпня 1698 — 19 червня 1747) — шах Ірану в 1736–1747 роках, уродженець тюркомовного племені афшар і засновник династії Афшаридів. 
Він відомий успішними військовими кампаніями проти сусідніх держав, за що отримав серед європейських істориків прізвисько «Перського Наполеона» та  «Другого Александра Великого».